# Ina Haugen
Ina Haugen (22 de noviembre de 2003) es una deportista de Noruega que compite en atletismo. Ganó una medalla de bronce en el Campeonato Europeo de Atletismo Sub-20 de 2021, en la prueba de 3000 m.